# Kollektivsymbolik
Kollektivsymbolik ist die aufeinander abgestimmte Gesamtheit der verbreitetsten Bilder, Symbole, Metaphern einer Kultur und bestimmt die oftmals unbewusste Deutung der gesellschaftlichen Wirklichkeit.
Die Theorie der Kollektivsymbolik ist ein diskurstheoretisches Konzept, an dessen Entwicklung vor allem der Literaturwissenschaftler Jürgen Link beteiligt ist.

## Überblick
Link zufolge besitzen alle Mitglieder einer Gesellschaft einen Vorrat an Kollektivsymbolen. Damit steht ihnen ein Archiv von Bildern zur Verfügung, mit dem sich jeder ein Gesamtbild von der gesellschaftlichen Wirklichkeit bzw. der politischen Landschaft machen kann. Die Kollektivsymbole implizieren spezifische Deutungen der Wirklichkeit. Gedeutet wird sowohl von den Mitgliedern selbst als auch von Medien, die ihre Interpretationen den Gesellschaftsmitgliedern vermitteln. Link versteht unter Kollektivsymbolik „die Gesamtheit der sogenannten ‚Bildlichkeit‘ einer Kultur, die Gesamtheit ihrer am weitesten verbreiteten Allegorien und Embleme, Metaphern, Exempelfälle, anschauliche Modelle und orientierenden Topiken, Vergleiche und Analogien.“
Kollektivsymbolik enthält nach Siegfried Jäger „in symbolisch-verdichteter und vereinfachter Form das heute gängige und gültige Bild unserer Gesellschaft und bildet ein System.“ Dieses System von Bildern wird von Link „Sysykoll“ (Synchrones System von Kollektivsymbolen) genannt und übt nach Jäger „eine ungeheuer starke Wirkung bei allen Gesellschaftsmitgliedern aus“. Entsprechend ist nach Jäger mit Einschränkungen „die Wirkung medialer und politischer Ansprache auf das individuelle und kollektive Bewusstsein nicht begreiflich zu machen, ohne dabei die Wirkung des Systems kollektiver Symbole zu berücksichtigen.“
Kollektivsymbole sind kulturelle Stereotypen. Mit diesem Begriff wird an die ältere literaturwissenschaftliche Diskussion der Topoi angeknüpft. Die Kollektivsymbole werden sozial tradiert und benutzt. Da diese Topoi in allen Diskursen auftauchen und miteinander verkettet sind zu einem System, das als „prozesshaftes Regelwerk“ (Margarete Jäger) darstellbar ist, bieten sie die Möglichkeit, verschiedene Diskurse in einem Zusammenhang zu deuten. Mit ihnen machen sich die Diskursteilnehmer ein Bild von der gesellschaftlichen Wirklichkeit.
Die Verkettungen, mit deren Hilfe ein Zusammenhang hergestellt wird, funktionieren nach bestimmten Regeln. Sie lassen sich mit dem klassischen rhetorischen Begriff der Katachrese bzw. des Bildbruchs fassen. Jäger: „Diese funktionieren in der Weise, dass sie Zusammenhänge zwischen Aussagen und Erfahrungsbereichen stiften, Widersprüche überbrücken, Plausibilitäten erzeugen etc.“ Nach Margaret Jäger lässt sich mit Hilfe des Systems kollektiver Symbole „jede Veränderung – und sei sie noch so dramatisch – symbolisch integrieren.“
Die Symbolketten wirken durch die Einebnung von Widersprüchen für die Gesellschaft harmonisierend und integrierend. Sie liefern die Möglichkeit, zwischen Normalität und Abweichung zu unterscheiden. Iris Bünger stellt bei der Untersuchung des Alltagsdiskurses von Migranten anhand von Interviews fest: „Die Verwendung von oder die Bezugnahme auf Kollektivsymbolik durch Einwanderer kann als Integrationsmerkmal gewertet werden.“
Link lehnt seine Theorie der Kollektivsymbolik an Analysen von Willi Benning (1983) an. Empirisch basiert sie auf einer Reihe von Medien- und Literaturanalysen. Link beruft sich dabei in keiner Weise auf anthropologische Konstanten. Im Gegensatz zu Vorstellungen von angeborenen Bildern oder eines kollektiven Unbewussten entwirft Link das System der Kollektivsymbolik als historisch veränderbar und interkulturell verschieden.

## Empirische Anwendung
In den 90er Jahren ist das analytische Instrumentarium der Kollektivsymbolik vielfach auf die deutsche Debatte zum Thema Asyl angewandt worden. Als zentrale Metapher der Debatte wurde vielfach das „Boot“ identifiziert, das im medialen Interdiskurs für den Körper des Individuums, der Nation und des Volkes stehen kann. Einen Überblick über die hier dominierende Kollektivsymbolik bietet ein Aufsatz aus dem Universitätsmagazin „Sinistra“ von 1998.

## Theoretische Vorgeschichte
In der Nachfolge von Ernst Cassirer entwickelten viele Philosophen und Wissenschaftler Theorien über Symboliken, die der Gesellschaft einen Weltbezug vermittelten. Sie wurden allerdings nicht unter den Begriff der Kollektivsymbolik gefasst. Eine Ausarbeitung zum analytischen Instrumentarium erfolgte erst durch Jürgen Link und eine Forschergruppe aus dem Duisburger Institut für Sprach- und Sozialforschung. Dabei wurden insbesondere Anstöße aus der französischen Diskurstheorie, speziell von Michel Foucault, weiterentwickelt.